# Itara minor
Itara minor är en insektsart som beskrevs av Lucien Chopard 1925. Itara minor ingår i släktet Itara och familjen syrsor. Inga underarter finns listade i Catalogue of Life.